# Statue de Byrhtnoth
La statue de Byrhtnoth (en anglais : statue of Byrhtnoth ou statue of Brithnoth) est une sculpture de l'artiste britannique John Doubleday, inaugurée en 2006 à Maldon, en Angleterre. 

## Description
La sculpture représente le noble anglo-saxon Byrhtnoth, tué en 991 lors de la bataille de Maldon en affrontant les Vikings. Byrhtnoth figure de manière prépondérante dans un poème en vieil anglais qui relate cet affrontement.
La statue de Byrhtnoth se dresse sur un socle représentant des scènes de la bataille et mesure 2,75 m de haut. Byrhtnoth tient de la main gauche un bouclier rond et brandit une épée dans la main droite.